# Sucova
Sucova là một chi bướm ngày thuộc họ Bướm nâu.